# Zingiber angustifolium
Zingiber angustifolium là một loài thực vật có hoa trong họ Gừng. Loài này được Chong Keat Lim và Kalu Meekiong miêu tả khoa học đầu tiên năm 2014.

## Mẫu định danh
Mẫu định danh Lim C.K. L12417; thu thập ngày 7 tháng 6 năm 2014 tại Gunung Berembun, bang Negeri Sembilan, Malaysia. Mẫu holotype lưu giữ tại Đại học Quốc gia Malaysia ở Bandar Baru Bangi, Selangor, Malaysia (UKMB).

## Phân bố
Loài bản địa Malaysia bán đảo.